# Robert Morier
Pour les articles homonymes, voir Morier.
Sir Robert Morier (Robert Brunett David Morier), né le 31 mars 1826 à Paris et mort le 16 novembre 1893 à Montreux est un diplomate britannique.

## Biographie
Robert Morier est fils unique de David Richard Morier, attaché d'ambassade. Les Morier étaient d’origine française.
Robert Morier fait ses études à Balliol College, appartenant à  l’Université d’Oxford où il se lie d'amitié avec Benjamin Jowett puis il voyage en Suisse et en Allemagne. 
D'abord employé dans les bureaux, du Conseil privé du Royaume-Uni, il entre, en 1852, dans le service diplomatique comme attaché à l'ambassade de Vienne, puis, en 1858 à celle de Berlin. 
En mars 1865, il retourne à Vienne, comme second secrétaire d’ambassade et commissaire anglais pour signer une convention commerciale avec l’Autriche.
De 1871 à 1893 il occupe divers postes d'ambassadeurs : au Wurtemberg (1871-1872), au Royaume de Bavière (1872-1876), au Portugal (1876-1881, en Espagne (1881-1884) puis, de 1884 à 1893 en Russie, à Saint-Pétersbourg. Il est nommé au Conseil privé du Royaume-Uni en janvier 1885.
Robert Morier, qualifié de « diplomate spirituel et habile », entretien des relations d'amitié avec l'empereur Frédéric III ; il est chargé d'affaires de la reine Victoria à Darmstadt.. Mais il est critiqué par Herbert von Bismarck (fils aîné du chancelier), et il a été accusé, faussement,  "d'avoir abusé de sa position pour trahir le secret des mouvements de l'armée allemande au profit de la France pendant la guerre". Morier publia sa correspondance dans The Times en 1875, qui le dégageait de toute compromission. 
Robert Morier s'est marié en 1861, avec Alice, fille du général Joachim Peel, avec qui il a eu deux enfants. Son fils Victor-Albert-Louis meurt à 36 ans, en 1892. Sa fille Victoria épouse Rosslyn Wemyss.

## Distinctions
Morier est Chevalier Grand-Croix de l'Ordre du Bain (septembre 1887) et Chevalier Grand-Croix de l'Ordre de Saint-Michel et Saint-Georges (février 1886).

## Publications
La fille de Robert Morier, Victoria, a publié les mémoires et lettres de son père :
- Baroness Victoria Morier Wemyss Wester Wemyss, Memoirs and Letters of the Right Hon. Sir Robert Morier, G.C.B., from 1826 to 1876,

E. Arnold, 1911, 2 vol. Réédition 2016 Palala Press.